# Seo Bok
Seo Bok (en hangul, 서복; en hanja, 徐福)) es una película de acción y ciencia ficción surcoreana dirigida por Lee Yong-ju y protagonizada por Gong Yoo, Park Bo Gum y Jang Young-nam.
La película gira en torno a un exagente de inteligencia que se involucra con el primer clon humano, Seo Bok (Park Bo-gum).

## Sinopsis
Min Gi-heon (Gong Yoo) es un exagente de la agencia de inteligencia, y Seo Bok ( Park Bo-gum) es el primer clon humano creado a través de la clonación de células madre e ingeniería genética. Él posee el secreto de la vida eterna. Ambos se enredan en situaciones peligrosas ya que varias fuerzas quieren tomar el control de Seo Bok.

## Elenco
- Gong Yoo como Min Gi-heon, un exagente de inteligencia que tiene la tarea de garantizar el transporte seguro de Seo Bok.
- Park Bo-gum[5] como Seo Bok, el primer clon humano
- Jang Young-nam como Dr. Im Se-eun, director del Instituto
- Jo Woo-jin como Jefe Ahn, un agente de la Agencia de Inteligencia de Corea
- Park Byung-eun como Shin Hak-seon
- Sin Seong-il
- Lee Eon-jung
- Kim Hong-pa como Bae Guk-jang.

## Producción
La fotografía principal comenzó en mayo de 2019. Con un coste de producción de ₩ 16500000000 se preveía su estreno en diciembre de 2020, pero su lanzamiento se pospuso debido al rebrote de COVID-19. Finalmente, fue programada para ser lanzada simultáneamente en cines y vía streaming TVING el 15 de abril de 2021.

### Lanzamiento
El 21 de octubre de 2020, la distribuidory CJ Entertainment anunció que se estrenaría en diciembre de 2020. Un primer vistazo se lanzó el 23 de octubre de 2020. El nuevo póster de la película se lanzó el 9 de noviembre de 2020. Finalmente, fue estrenada en cines y a través de medios de transmisión TVING el 15 de abril de 2021. Según la industria cinematográfica coreana, es la primera vez que una película coreana de gran presupuesto se estrenará al mismo tiempo en los cines y en el servicio de medios Over-the-top. 